# Krisy Myers
Krisy Myers (* 9. August 1978 in Macklin) ist eine ehemalige kanadische Eisschnellläuferin.

## Werdegang
Myers kam bei den Juniorenweltmeisterschaften 1997 in Butte auf den 28. Platz und bei den Juniorenweltmeisterschaften 1998 in Roseville auf den 20. Rang im Mini-Mehrkampf. In der Saison 1998/99 nahm sie in Klobenstein erstmals am Eisschnelllauf-Weltcup teil, wobei sie in der B-Gruppe die Plätze 11 und acht über 1000 m sowie zwei fünfte Plätze über 500 m errang. In den folgenden Jahren nahm sie an fünf Einzelstreckenweltmeisterschaften teil (2001 in Salt Lake City, 2003 in Berlin, 2004 in Seoul, 2005 in Inzell und 2007 in Salt Lake City). Ihre beste Platzierung dabei war im Jahr 2003 der 16. Platz über 500 m. Zudem startete sie bei fünf Sprintweltmeisterschaften (2001 in Inzell, 2002 in Hamar, 2004 in Nagano, 2005 in Salt Lake City und 2006 in Heerenveen). Ihr bestes Ergebnis errang sie im Jahr 2004 mit dem 24. Platz im Sprint-Mehrkampf. Bei den Olympischen Winterspielen 2006 in Turin belegte sie den 22. Platz über 500 m. In der Saison 2006/07 erreichte sie in Heerenveen mit dem achten Platz über 100 m ihr bestes Resultat im Weltcup und absolvierte in Calgary ihre letzten Rennen im Weltcup, welche sie auf dem Plätzen 26 und 24 über 500 m beendete.

## Erfolge

### Olympische Spiele
- 2006 Turin: 22. Platz 500 m

### Einzelstrecken-Weltmeisterschaften
- 2001 Salt Lake City: 23. Platz 500 m
- 2003 Berlin: 16. Platz 500 m
- 2004 Seoul: 17. Platz 500 m, 18. Platz 1000 m
- 2005 Inzell: 19. Platz 500 m
- 2007 Salt Lake City: 22. Platz 500 m

### Sprint-Weltmeisterschaften
- 2001 Inzell: 25. Platz Sprint-Mehrkampf
- 2002 Hamar: 25. Platz Sprint-Mehrkampf
- 2004 Nagano: 24. Platz Sprint-Mehrkampf
- 2005 Salt Lake City: 26. Platz Sprint-Mehrkampf
- 2006 Heerenveen: 27. Platz Sprint-Mehrkampf

## Persönliche Bestzeiten
| Disziplin | Zeit        | Datum            | Ort     |
| --------- | ----------- | ---------------- | ------- |
| 500 m     | 38,87 s     | 9. März 2005     | Calgary |
| 1000 m    | 1:17,74 min | 2. Januar 2003   | Calgary |
| 1500 m    | 2:01,99 min | 3. Januar 2003   | Calgary |
| 3000 m    | 4:29,94 min | 26. Oktober 2002 | Calgary |
| 5000 m    | 8:35,90 min | 5. März 1995     | Calgary |